# Arkadia Traiskirchen Lions
Gli Arkadia Traiskirchen Lions sono una squadra di pallacanestro di Traiskirchen, una città a sud di Vienna, che partecipa al maggior campionato austriaco.
Fino alla stagione 1999-2000 la sua denominazione è stata UKJ Möllersdorf.
La società è famosa per aver adottato una politica societaria incentrata sulla scelta di giovani promesse europee ed extraeuropee da lanciare nel panorama cestistico. Ultimamente dalla squadra allenata da Andrea Maghelli sono usciti Nemanja Bjelica e Terrence Roderick.

## Palmarès
- Campionato austriaco: 3

1991, 1994, 2000
- Coppa d'Austria: 3

1997, 2000, 2001

## Cestisti
- Daniel Novák 2002-2003